# Paweł Szota
Paweł Szota – polski funkcjonariusz służb specjalnych w stopniu pułkownika. W latach 2023–2024 p.o. szef Agencji Wywiadu, od 2024 szef Agencji Wywiadu.

## Życiorys
Absolwent studiów w Akademii Górniczo-Hutniczej w Krakowie (1995–2000). Od 2000 służył w Urzędzie Ochrony Państwa, a następnie Agencji Wywiadu (AW) jako analityk i szef sekcji w Biurze Informacyjnym (2003–2006). W latach 2006–2012 oraz 2017–2023 pracował w Ambasadzie RP w Waszyngtonie, latach 2016–2017 w Ambasadzie w Londynie jako oficjalny przedstawiciel AW. W AW pełnił funkcje szefa Sekcji Rosyjskiej Departamentu Operacyjnego (2012–2013), dyrektora Biura Informacyjnego (2014–2015), doradcy dyrektora Departamentu Operacyjnego (2016), dyrektora Departamentu Informacyjnego (2023). 
19 grudnia 2023 zostały mu powierzone obowiązki szefa Agencji Wywiadu. 5 marca 2024 został powołany na szefa Agencji Wywiadu.
Zna język angielski.

## Odznaczenia
- Srebrny Krzyż Zasługi (2012)[4]
- Medal Brązowy za Długoletnią Służbę (2018)[4]
- Złoty Krzyż Zasługi (2020)[4]